# Diptych (umění)

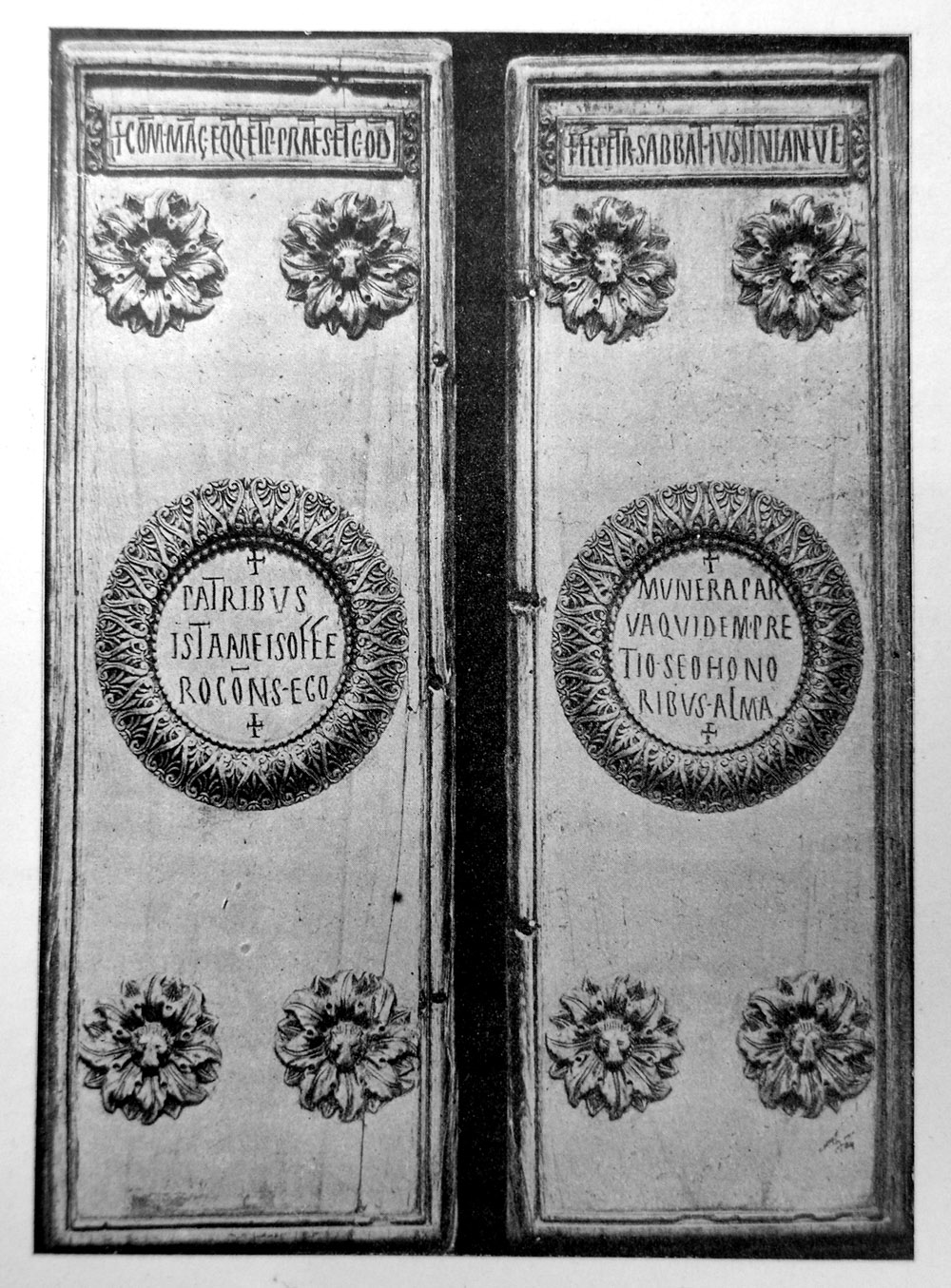
Consular diptych Justinian

Diptych (umění) v křesťanském malířství značí dvoukřídlý oltářní obraz, v antice tak byly označovány dvě dřevěné či slonovinové destičky, potažené zpravidla černým voskem. Do této hmoty se psalo kovovým rydlem zvaným stilus. 